# Пані Метелиця

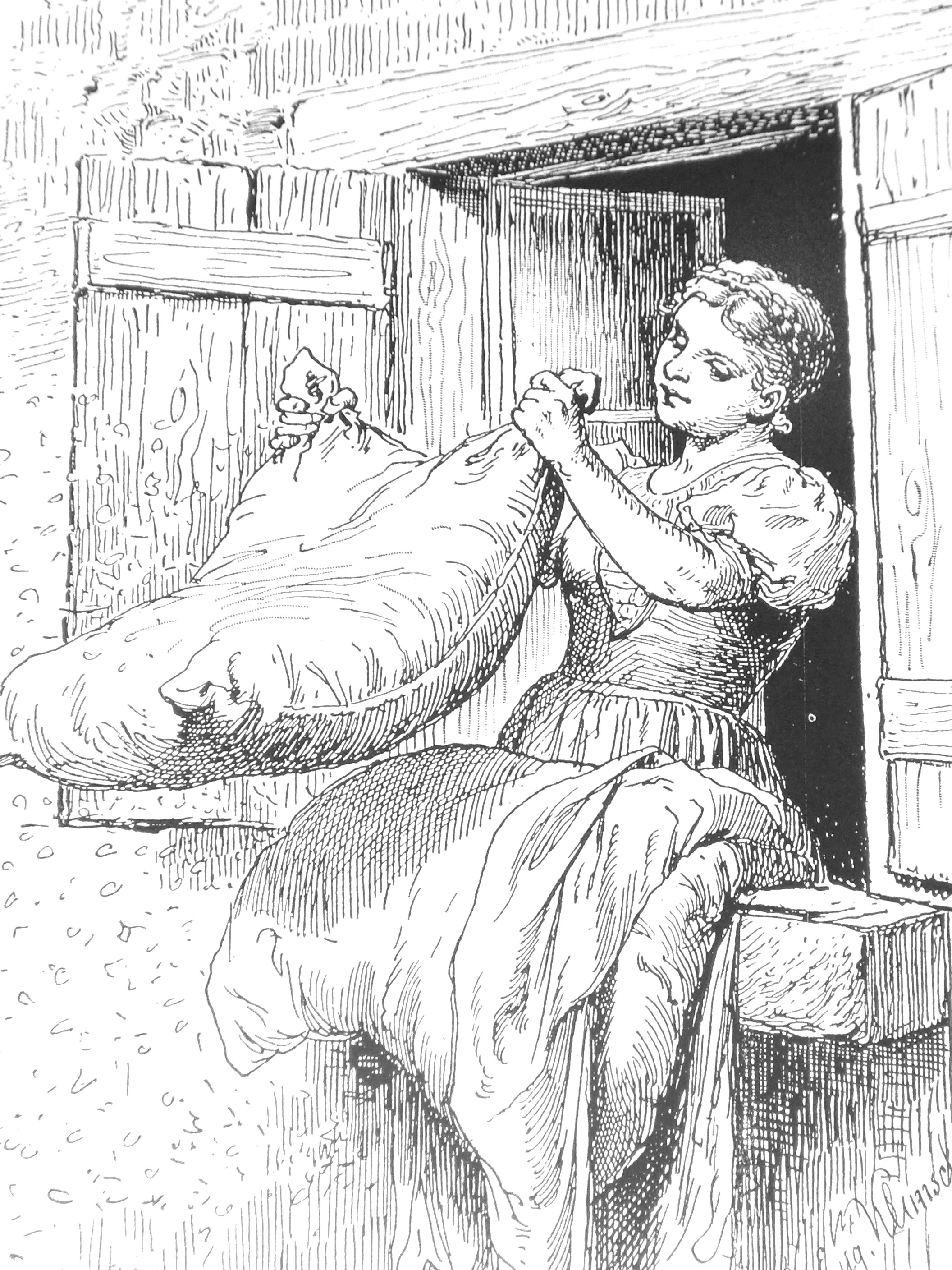
Пані Метелиця, ілюстрація Германн Фогель

«Пані Метелиця», або «Баба Зима» (нім. «Frau Holle», відома також як «Фрау Гульда» чи «Фрау Голле») — німецька казка про чарівницю з колодязя, що винагороджує працелюбну дівчину і карає ліниву. Казку вперше  у першому томі збірки «Дитячих та сімейних казок» (1812 р. № 24), зібраних братами Грімм.

## Історія створення
Казка бере за основу легенду, що передавалась з уст в уста в Центральній Німеччині, території яка нині відома під назвою Гессен. Брати Грімм записали оповідку зі слів Генріетти Доротеї Вільд (1825 року побралася з Вільгельмом Гріммом) та помістили її до збірки «Дитячих та сімейних казок» (1812). Більш детальна версія з'явилася у другій редакції (1819). У Гессені та за його межами досі побутує вислів, який використовують у сніжну погоду — «Гульда стелить ліжко», оскільки вона розпушує постіль, через що нібито йде сніг.
У другій редакції збірки «Дитячих та сімейних казок» (1819) казка оздоблена деякими додатковими деталями, як-от відомим співом півня, про який брати Грімм дізналися від Джорджа Августа Фрідріха Гольдманна з Ганновера. Як і багато інших казок, зібраних братами Грімм, казка «Пані Метелицю» містить мораль — важка праця винагороджується, а лінь карається.

## Сюжет

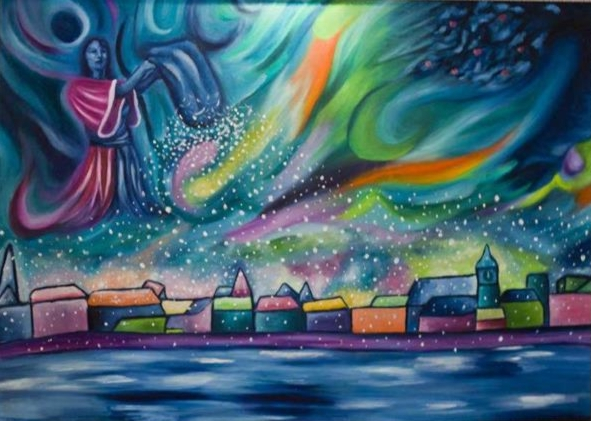
Пані Метелиця

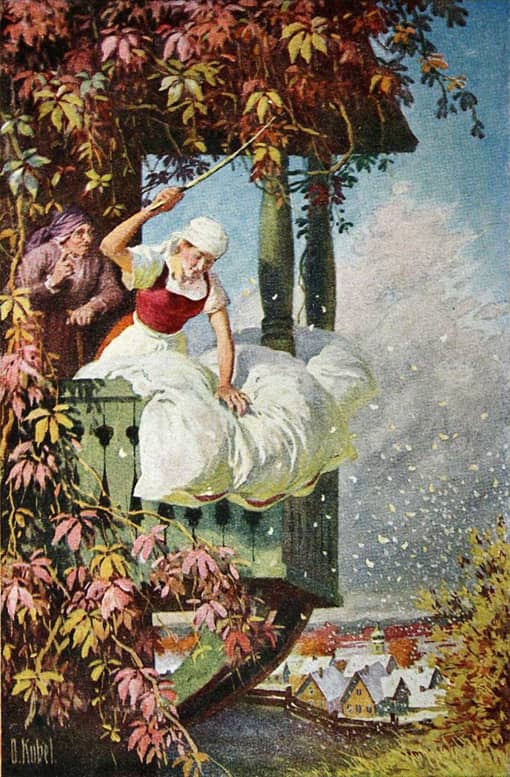
Ілюстрація Отто Кубеля

Багата вдова живе зі своєю донькою та пасербицею. Вдова любить та розпещує доньку, але водночас змушує пасербицю виконувати всю хатню роботу. Бідна дівчина щодня сидить на шляху біля криниці й пряде.
Одного разу вона так довго пряла, що задрімала та вколола собі пальця веретеном. Схилившись над криницею, щоб змити кров з починка, вона впускає веретено прямо у криницю. Дівчина заплакала та побігла до мачухи розповісти про нещастя. Мачуха її вилаяла й змусила йти за веретеном. Дівчина не знала що робити, тому з горя і страху стрибнула у колодязь, після чого знепритомніла.
Прийшовши до тями, вона побачила, що лежить на красивій галявині біля печі з хлібом, який просить вийняти його з печі. Дівчина повитягала лопатою весь хліб і пішла далі. На своєму шляху вона натрапила на яблуню, що рясніла від яблук і просила їх струсити та зібрати. Виконавши роботу, дівчина дійшла до невеличкого будинку, з якого визирала стара жінка. В неї стирчали такі великі зуби, що дівчина захотіла втекти. Але стара запропонувала їй залишитись і винагородити, якщо вона добре впорається із хатньою роботою: дбатиме про постіль, збиватиме пухові подушки та перини, щоб аж пір'я летіло, і тоді у світі йтиме сніг, адже працюватиме вона у самої Пані Метелиці.
Коли дівчина почула такі приємні слова, вона залишилась допомагати старій. Вона уміло збивала перини та дбала про те, аби падав сніг, і жодного разу не почула лихого слова від старої. Проте невдовзі дівчина засумувала за домівкою і сказала Пані Метелиці, що хоче повернутись додому. Жінка була настільки вражена наполегливістю і добротою дівчини, що згодилася сама вивести її нагору.
Стара взяла її за руку і провела до воріт. Ворота відчинились, дівчина ступила на поріг, і на неї линув золотий дощ. Пані Метелиця повернула їй веретено, ворота зачинились, і вона опинилась біля своєї хатини. Побачивши дівчину, всю в золоті, мачуха і сестра зраділи, не знаючи, куди її посадити. Падчірка розповіла все, що з нею трапилося та як отримала багатство.
Ледача сестра позаздрила їй і теж кинулася в колодязь. Тільки пічці та яблуньці вона не допомагала, бо не хотіла забруднитись. У Пані Метелиці збивати перину лінувалася, навіть вранці не хотіла прокидатись. Це швидко набридло старій, тому вона відіслала її додому. Коли ледацюга стояла біля воріт, на неї перекинувся казан смоли, яка пристала до неї й більше не відмилася. Ось такий заробіток вона отримала за свою лінь та заздрощі.
За іншими версіями, після візиту до пані Метелиці у пасербиці з уст сипались перли та самоцвіти, а у доньки  — вилізали жаби та гадюки, коли та розмовляла.

## Підґрунтя
Марія Гімбутас називає Гульду (укр. Пані Метелиця) — Голла, Голле — древньою німецькою верховною богинею, яка передувала більшості німецького пантеону, зокрема, таким божествам як Одін, Тор, Фрейя і Локі, продовжуючи традиції праіндоєвропейців неолітичної Європи.
Оскільки християнство повільно замінювало скандинавське язичництво під час раннього середньовіччя, багато старих звичаїв поступово втрачалися або ж асимілювалися в християнську традицію. До кінця високого середньовіччя скандинавське язичництво майже повністю маргіналізувалося і змішалося з народним фольклором, в якому згодом і відбилася персонажка Пані Метелиці.
У німецькому дохристиянському фольклорі імена Гульда, Голле і Голла позначали одну особу. Голле — богиня, до якої потрапляють діти, які померли немовлятами; вона також відома як Großmutter (Темна Бабуся) чи Weisse Frau (Біла Дама). Її зв'язок з духовним світом через магію прядіння і ткацтва пов'язує її з чаклунством у католицькому німецькому фольклорі.

## Екранізації
- 1906: «Пані Метелиця» (нім. Frau Holle);
- 1908: «Пані Метелиця» — німе кіно, Генріх Ернеман AG, Дрезден;
- 1944: «Пані Метелиця», режисер Ганс Грімм
- 1953: «Пані Метелиця», Йоганнес Гемпель, ляльковий фільм;
- 1954: «Пані Метелиця», режисер Фріц Геншов[1]
- 1959: «Пані Метелиця», продукція лялькового театру Augsburger Puppenkiste;
- 1961: «Пані Метелиця: Казка про Ґолдмарі та Пехмарі» (нім. Frau Holle – Das Märchen von Goldmarie und Pechmarie), режисер Петер Подель;
- 1963: «Пані Метелиця», фільм-казка студії «DEFA»; режисер — Готфрід Кольдіц;
- 1963: «Просто казка» (нім. Nur ein Märchen); режисер — Карл Шрюдер;
- 1967: «Пані Метелиця», телевізійна постановка лялькового театру «Augsburger Puppenkiste»;
- 1977: «Пані Метелиця», режисер — Рудольф Югерт;
- 1985: «Пані Метелиця» (чеськ. Perinbaba), режисер Юрай Якубиско;
- 1987: Казки братів Грімм (яп. Gurimu Meisaku Gekijō), японський мультсеріал 1987, епізод 33: «Пані Метелиця»;
- 2004: «Пані Метелиця», 13-хвилинний анімаційний фільм Томаса Шнайдера-Трампа;
- 2006: «Час казки» (нім. Märchenstunde) адаптація телеканалу «ПроЗібен»;
- 2008: «Пані Метелиця», режисер — Бодо Фюрнайзен;
- 2010: «Сімсала Грімм», німецький мультсеріал 2010, сезон 3, епізод 5: «Пані Метелиця»;
- 2020: фільм «Пані метелиця та її втрачений світ» (нім. Film: Frau Holle und ihre versunkene Welt).